# 全苏工会中央理事会
全苏工会中央理事会成立于1918年9月24日，解散于1990年10月29日，是苏联监管全国工会组织的中央机关。1933年，劳动人民委员部并入该机构，自此全苏工会中央理事会具有部级地位。机关报为《劳动报》。

## 主席
- 米哈伊尔·帕夫洛维奇·托姆斯基（1918年至1929年）
- 亚历山大·伊万诺维奇·多加多夫（1929年至1930年）
- 尼古拉·米哈伊洛维奇·什维尔尼克（1930年至1944年）
- 瓦西里·瓦西里耶维奇·库兹涅佐夫（1944年至1953年）
- 尼古拉·米哈伊洛维奇·什维尔尼克（1953年至1956年）
- 维克托·瓦西里耶维奇·格里申（1956年至1967年）
- 亚历山大·尼古拉耶维奇·谢列平（1967年至1975年）
- 阿列克谢·伊万诺维奇·什巴耶夫（1976年至1982年）
- 根纳季·伊万诺维奇·亚纳耶夫（1990年）